# Diecéze limburská
Diecéze limburská (lat. Diocesis Limburgensis, něm. Diözese Limburg, také často pouze Bistum Limburg, neboli Biskupství limburské) je německá římskokatolická diecéze. Centrem diecéze a sídelním městem biskupa je Limburg an der Lahn v Hesensku. Hlavním kostelem diecéze je katedrála sv. Jiří v Limburku.

## Historie
Biskupství bylo v Limburku založeno 16. srpna 1821, vyčleněním území ze starobylé trevírské diecéze. Prvním biskupem se stal Mons. Jakob Brand. Nové biskupství bylo začleněno jako sufragánní diecéze freiburského arcibiskupství. Na základě tzv. pruského konkordátu bylo roku 1929 včleněno jako sufragán kolínské arcidiecéze.
V letech 2013–2014 byl zveřejněn skandál ohledně financování rekonstrukce biskupského sídla, který vedl k rezignaci biskupa Mons. Tebartze-van Elsta. Od roku 2016 je limburským biskupem Mons. Georg Bätzing a pomocným biskupem je Mons. Thomas Löhr.

## Galerie

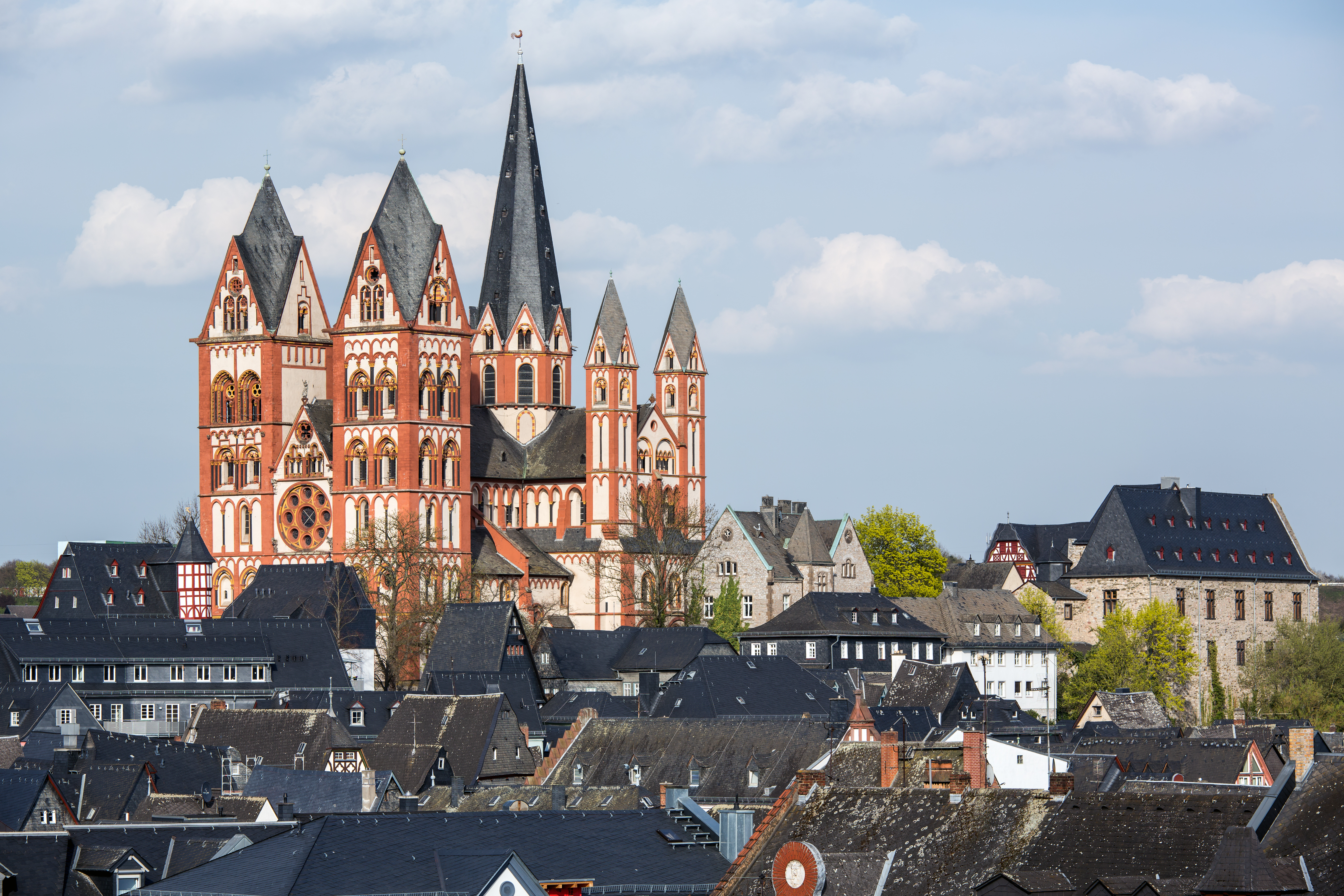
Katedrála sv. Jiří
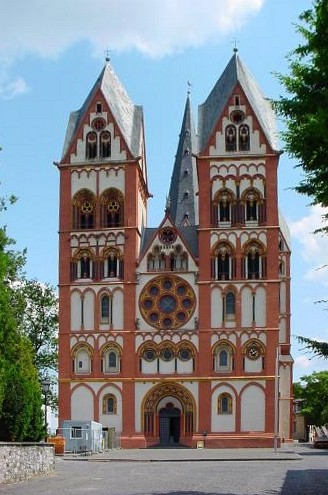
Katedrála sv. Jiří, čelní pohled